# Feliceni
Feliceni (in ungherese Felsőboldogfalva) è un comune della Romania di 3 216 abitanti, ubicato nel distretto di Harghita, nella regione storica della Transilvania.
Il comune è formato dall'unione di 11 villaggi: Alexandrița, Arvățeni, Cireșeni, Feliceni, Forțeni, Hoghia, Oțeni, Polonița, Tăureni, Teleac, Văleni.
La maggioranza della popolazione (oltre il 98%) è di etnia Székely.